# Sparks (Texas)
Sparks és una concentració de població designada pel cens dels Estats Units a l'estat de Texas. Segons el cens del 2009 tenia 3.777 habitants.

## Demografia
Segons el cens del 2000, Sparks tenia 2.974 habitants, 718 habitatges, i 654 famílies. La densitat de població era de 856,9 habitants per km².
Dels 718 habitatges en un 67,7% hi vivien nens de menys de 18 anys, en un 69,1% hi vivien parelles casades, en un 15,9% dones solteres, i en un 8,8% no eren unitats familiars. En el 7,4% dels habitatges hi vivien persones soles el 2,2% de les quals corresponia a persones de 65 anys o més que vivien soles. El nombre mitjà de persones vivint en cada habitatge era de 4,14 i el nombre mitjà de persones que vivien en cada família era de 4,37.
Per edats la població es repartia de la següent manera: un 42,8% tenia menys de 18 anys, un 11,9% entre 18 i 24, un 27,6% entre 25 i 44, un 13,5% de 45 a 60 i un 4,2% 65 anys o més.
L'edat mediana era de 22 anys. Per cada 100 dones de 18 o més anys hi havia 92,1 homes.
La renda mediana per habitatge era de 21.964$ i la renda mediana per família de 24.286$. Els homes tenien una renda mediana de 15.897$ mentre que les dones 14.395$. La renda per capita de la població era de 6.068$. Aproximadament el 34,1% de les famílies i el 38% de la població estaven per davall del llindar de pobresa.

## Poblacions més properes
El següent diagrama mostra les poblacions més properes.